# Mindörökké Sally
A Mindörökké Sally egy sok kis filmecskéből álló sorozat, amit Julia Davis kreált. A sorozatban szerepel Catherine Shepherd, Julia Davis és Alex Macqueen, és hét epizódos megrendelést kapott az HBO-tól és a Sky Atlantictól. A Sky Atlantic csatornán 2018. október 25-én debütált, majd 408 órára rá bemutatták az HBO-n is, 2018. november 11-én.

### Történet
Sally kényelmes, ám unalmas külvárosi életet él párjával, Daviddel. Ám szürke élete váratlan fordulatot vesz amikor párja David megkéri kezét, amire végül is igent mond. Sally válságba kerül, rájön, hogy saját neméhez vonzódik, és fejest ugrik egy vad kapcsolatba Emmával, akit egy szórakozóhelyen ismert meg. Daviddel nagyon megromlik kapcsolata, majd szakítanak, és visszavonják az eljegyzést. Sally beköltözik Emmával David házába. Sally születésnapjára barátnője áthívja szüleit, akik az eljegyzés felől kérdezősködnek, amikor Emma elmondja nekik, hogy lányuk homoszexuális. A szülők elviharzanak, és minden találkozásukkor rosszallásukat fejezik ki Sallynek. Eközben David édesapja meghal, és ezért az exvőlegény megkéri Sallyt, hogy látogassák meg egyedül maradt édesanyját, és egyelőre ne szóljanak neki, hogy nem házasodnak össze. Végül Emma is velük tart. Az este David édesanyja rajtakapja a két nőt, és sokkot kap. 
A pár egy napon elmegy találkozni Sally egyik barátnőjéhez akinek a férje filmrendező. Emma régi álma egy filmben szerepelni, így igyekszik jó viszonyt kialakítani a férfivel, akinek sok mindent megtesz, egy filmszerepért cserébe, amit végül meg is kap. Emma és Sally kapcsolatában egyre több konfliktus alakul ki, ezért elmennek egy pszichológushoz párterápiára. Itt arra jutnak, hogy egy közös gyerek hatására újra fellángolna kapcsolatuk. Megkérik Nigelt Sally egyik kollégáját, hogy szeretkezzen Sallyvel, hogy a nő teherbe essen, ez Emmát féltékennyé teszi.

### Szereplők
- Catherine Shepherd: Sally
- Alex Macqueen: David
- Julia Davis: Emma
- Julian Barratt: Nigel
- Felicity Montagu: Elanor
- Steve Oram: Mick